# Rt Kamenjak
Donji Kamenjak i medulinski arhipelag nalaze se na krajnjem jugu istarskog poluotoka, udaljeni samo desetak kilometara od grada Pule. Značajan je to dio Istre koji svojim prirodnim bogatstvima privlači posjetitelje sa svih strana svijeta, tijekom cijele godine. Brigu o Kamenjaku vodi Javna ustanova za zaštitu prirodnih vrijednosti u općini Medulin "Kamenjak" (JU Kamenjak). Donji Kamenjak (Donji Kamenjak i Medulinski arhipelag - puno ime) zaštićeno je područje od 1996. godine, u kategoriji značajnog krajobraza (IUCN Category: V). 
Donji Kamenjak je dug 3400 metara, a širok od 500 do 1600 metara. Na površini nešto manjoj od 400 ha nalaze se brojne biljne i životinjske vrste, a obalni dio čini više od 30 slikovitih uvala koje oplakuje kristalno bistro i čisto Jadransko more. Da bi doživljaj savršenog mjesta za odmor duše i tijela bio potpun tu se nalazi još i 11 nenastanjenih otočića zajedno s otočićem Porerom na kojem se nalazi i svjetionik.

## Klima
Budući da se Donji Kamenjak nalazi na samom jugu Istre i cijelom svojom dužinom prostire se u smjeru jugoistoka klimatska obilježja su vrlo specifična. Sa skoro svih strana okružen morem te s visokim udjelom mora u odnosu na kopno Kamenjak ima mikroklimatske uvjete koji su karakteristični za otoke. Vrlo malo kiše, topla i suha ljeta, samo su neka od obilježja prave mediteranske klime. Niske nadmorske visine Kamenjaka nisu baš privlačne oblacima koji bivaju odnošeni vjetrom pa je tako Kamenjak mjesto s najmanjim prosječnim brojem padalina u cijeloj Istri.

## Flora
Flora Kamenjaka uvelike je određena klimatskim uvjetima koji vladaju na tom području te su biljke prilagođene sušnim uvjetima i visokoj temperaturi. Brojni vegetacijski oblici koje čine travnjaci, garig, makija i šuma pravo su bogatstvo Kamenjaka. Na cijelom prostoru nalazi se oko 600 biljnih vrsta, od kojih se posebno ističu orhideje koje rastu na travnjacima koji zauzimaju jednu petinu površine Kamenjaka. Na Kamenjaku raste 30-ak vrsta orhideja koje su zakonom zaštićene, a 13 vrsta je strogo zaštićeno. Na Kamenjaku rastu i dvije endemske vrste orhideja, Serapias istriaca Perko(istarska kukavica) i Serapias x Pulae Perko, što znači da rastu samo na tom području. Kukcima, gmazovima, vodozemcima, pticama i sisavcima sklonište i izvor hrane čini degradacijski stadij poznat po imenu makija. Na tom staništu brojni su veliki vrijes (Erica arborea), brnistra (Spartium junceum), šmrika (Juniperus oxycedrus), mirta (Myrtus communis) i mnoge druge. Površinu od čak 44 ha zauzima trajni degradacijski stadij bušik (garig). Iako im visina rijetko prelazi jedan metar, otvorene su to i vrlo otporne šikare koje sadržavaju one najotpornije vrste biljaka, kao što su smilje (Helicrisum italicum), majčina dušica (Tymus vulgaris) i brojne druge. Poseban doprinos koloritu Kamenjaka dat će svojim bijelim i ružičastim cvjetovima, u proljeće i ljeto, nekoliko vrsta grmolikih bušina (rod Cistus). 
Obalni rub u kojem vladaju ekstremni uvjeti za život, zbog velikog prisustva posolice, krije dvije vrlo rijetke vrste biljaka, koje su svoje utočište pronašle na samom jugu Kamenjaka, a to su pustenasti jarmen (Anthemis tomentosa) i uskolisni slak (Convulvulus lineatus). 
Kombinirani mirisi šume alepskog bora, mora i brojnog ljekovitog i aromatičnog bilja pružaju poseban doživljaj prilikom šetnje Kamenjakom.  

## Fauna
Iako je manje istražena od flore Kamenjaka, fauna je također vrlo značajan dio Donjeg Kamenjaka. Važan je to migratorni pravac za mnoge ptice koje na Kamenjaku nalaze hranu i mjesto za odmor. Periodičkim istraživanjima ornitofaune, od XIX. stoljeća zabilježeno je 146 vrsta ptica. Osim uobičajenih vrsta kao što su ševa, kos, trepteljka, grmuša koje spadaju u red vrapčarki, te kobac i ćuk, koji se gnijezde u šumama alepskog bora ovdje obitava i jadranski endem, podvrsta smeđe čiope (Apus pallidus iliryicus) koja svoja najzapadnija gnjezdilišta ima upravo u špiljama na jugu Kamenjaka. 
Octodrilus istrianus vrsta je gujavice koju je 1989., slovenski biolog Narcis Mršić otkrio po prvi puta, upravo na Kamenjaku te je zato ta vrsta dobila službeno stručno ime u čast Istre. Vrlo značajni su to organizmi, u biološkom smislu, jer organsku tvar pretvaraju u humus koji povećava plodnost tla. Donji Kamenjak vrlo je pogodno stanište za brojne kukce među kojima su posebno zanimljivi leptiri, kojih ima 50-ak danjih leptira. Za noćne leptira brojka još nije konačna te se vrše daljnja istraživanja kako bi se utvrdio približan broj. Također, na ovom se području susreću i zmije, gušteri, pauci te mnogi sisavci kao što su srne, lisice, vjeverice, divlje svinje te jedini leteći sisavci, šišmiši.

## Podmorje
Ispod površine mora, krije se čitavo bogatsvo boja i oblika. Već u plićaku naići se može na brojne organizme poput račića suše(Pachygrapsus marmoratus), crvene moruzgve (Actinia equina), ribe babice penjačice (Blennius galerita) a da bi doživljaj bio potpun, tu je i mnoštvo algi te tri morske cvjetnice (Posidonia oceanica, Cymodocea nodosa i Zoostera marina) koje osim što pružaju dom mnogim organizmima imaju mnoge ostale biološki važne funkcije za ekosustav. Mnoge komercijalno važne vrste riba žive na Kamenjaku, a ronjenjem se mogu susresti fratri ili baraji (Diplodus vulgaris), picevi (Diplodus puntazzo), orade ili komarče (Sparus aurata), brancini ili lubeni (Dicentrarchus labrax), škrpine (Scorpaena scrofa), ovčice (Lythognathus mormyrus) i mnoge druge. Područje podmorja Kamenjaka jedna je od bogatijih ribljih oaza na zapadnoj obali Istre te je važno da takva i ostane.
Koliko je more Kamenjaka čisto i dobro očuvano svjedoče i brojna viđenja sredozemne medvjedice (Monachus monachus) za koju se pretpostavljalo da je potpuno izumrla vrsta i Jadranu. Iako je jedinka koja je u posljednje vrijeme često viđana na obalama Kamenjaka, nažalost, uginula, vjeruje se da ona nije posljednji primjerak na sjevernom Jadranu. 

## Paleontologija
Veliko bogatstvo Kamenjaka krije se u preko 90-ak milijuna godina starim nalazima otisaka stopala dinosaura na dvije odvojene lokacije na području. Lokacija na rtu Grakalovac, nedaleko uvale Pinižule, sadrži stope dinosaura koji su se hranili mesom (teropodi) i onih koji su se hranili biljem (sauropodi). Nalaz je to od dvanaest stopa koje su pristupačne svakom posjetitelju. Otočić Fenoliga krije preko 140 otisaka stopala sauropoda i teropoda, međutim za posjet Fenoligi potrebno je plovilo jer je strogo zabranjeno preplivavanje na Fenoligu zbog izuzetno jakih morskih struja. 
Osim otisaka stopa dinosaura, važno je napomenuti da je obala Kamenjaka prepuna fosila izumrlih školjkaša rudista, pa se tako stijene koje su na obalama Kamenjaka nazivaju rudistni vapnenci. Starost spomenutih fosila seže sve do doba kada je na Zemlji još bilo Tetis more, a kopno je bilo spojeno u jedan superkontinent Pangea. 

## Vanjske poveznice
- www.kamenjak.hr
- Pula-online
- Istra.hr  Arhivirana inačica izvorne stranice od 19. rujna 2007. (Wayback Machine)